# Oldřichovice (Ústí nad Orlicí)
Oldřichovice (německy Dreihöf) jsou vesnice a část okresního města Ústí nad Orlicí. Nachází se asi 1,5 kilometru severně od Ústí nad Orlicí. Oldřichovice leží v katastrálním území Oldřichovice u Ústí nad Orlicí o rozloze 1,43 km².

## Historie
První písemná zmínka o vesnici pochází z roku 1292.

## Hospodářství
U Tiché Orlice se nachází vodácké tábořiště Cakle.

## Galerie

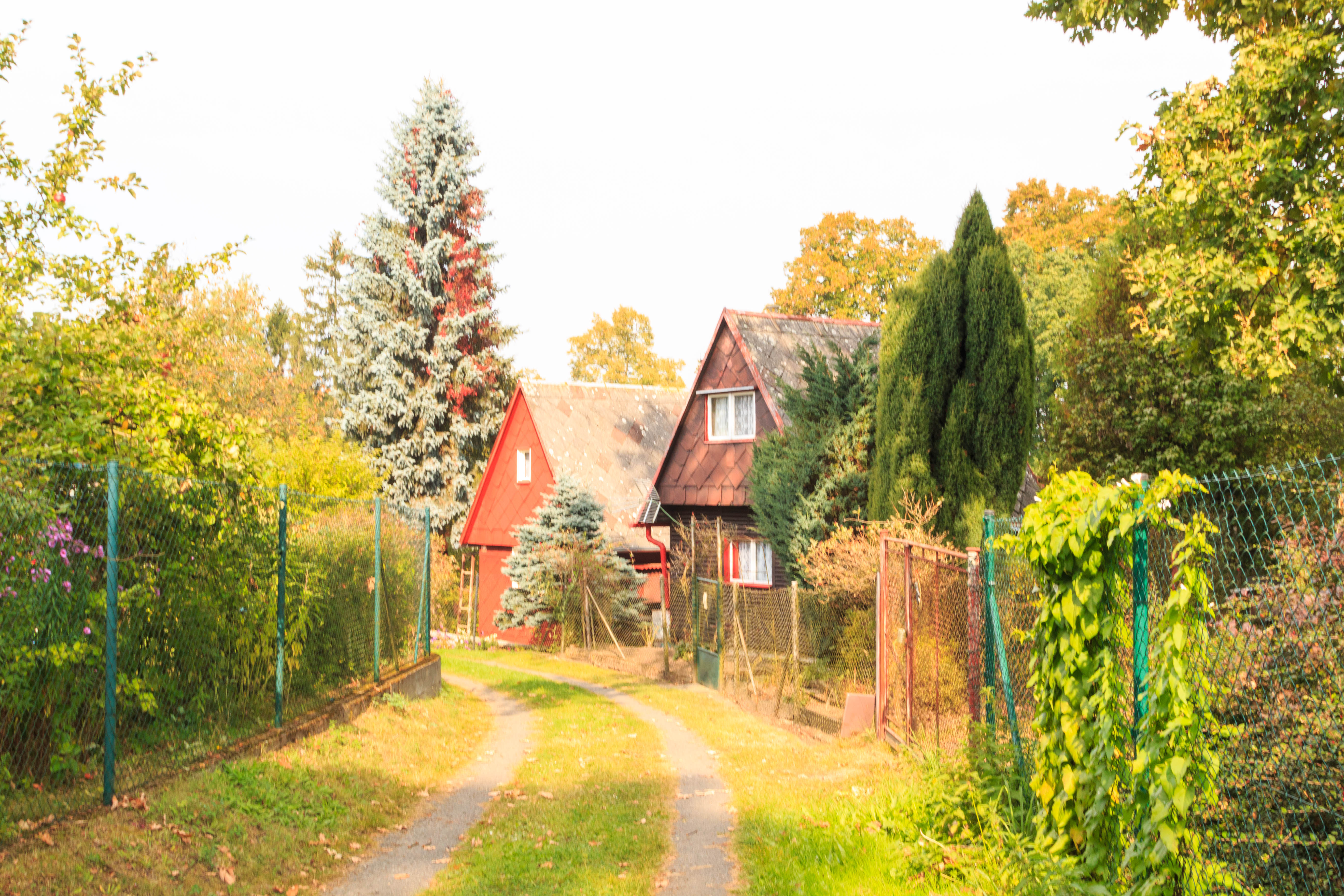
Chatová osada
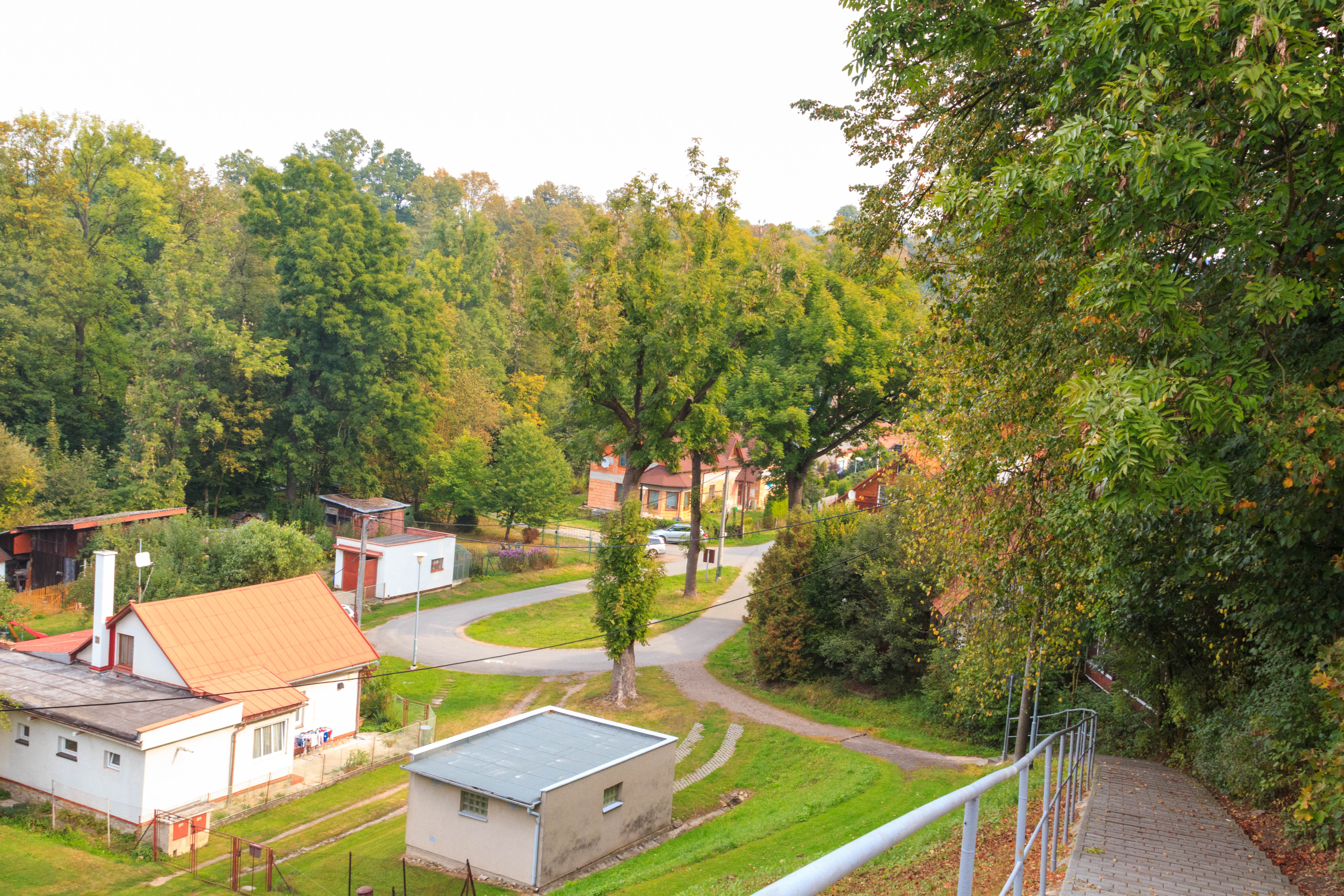
Dům čp. 3
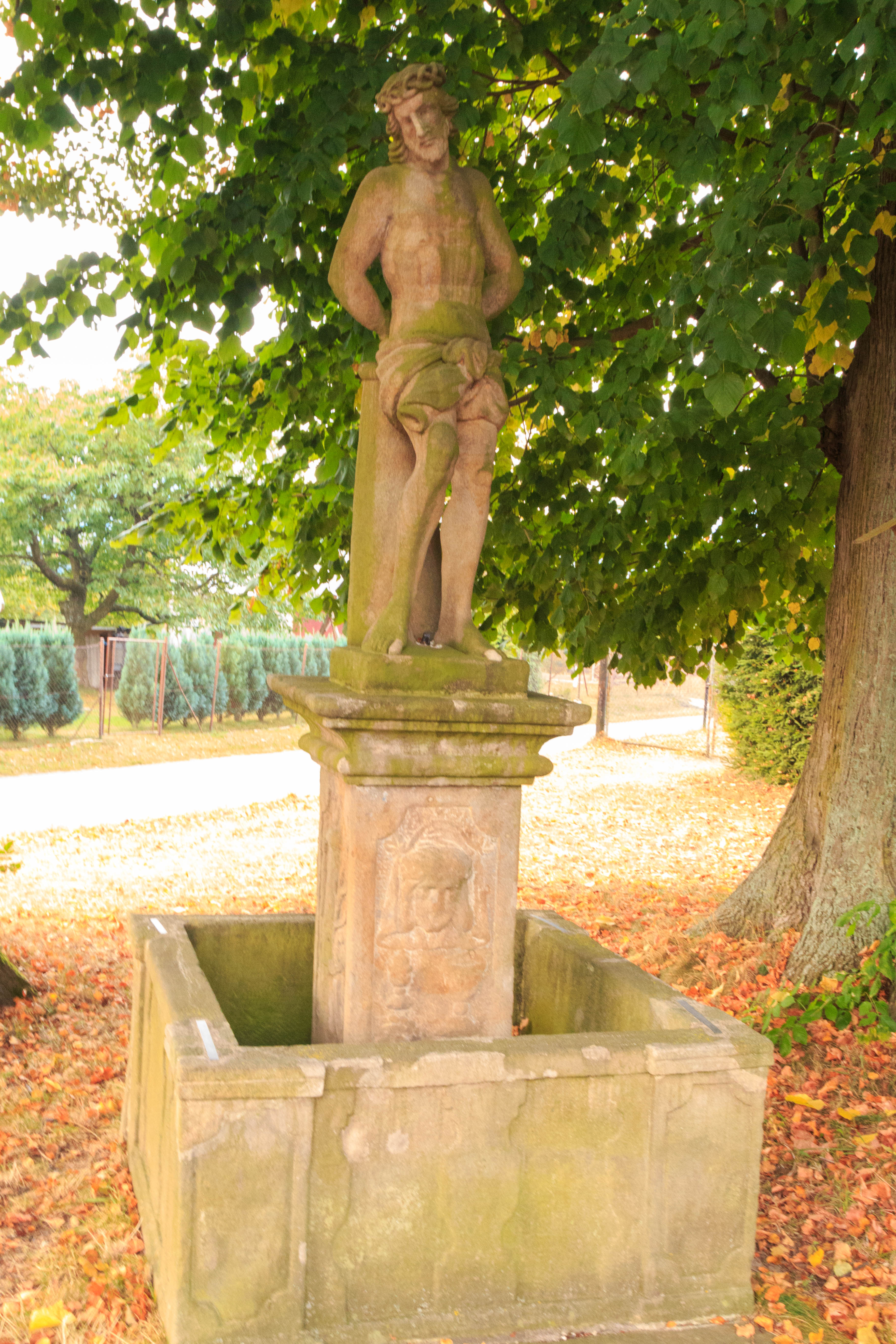
Socha bičovaného Krista
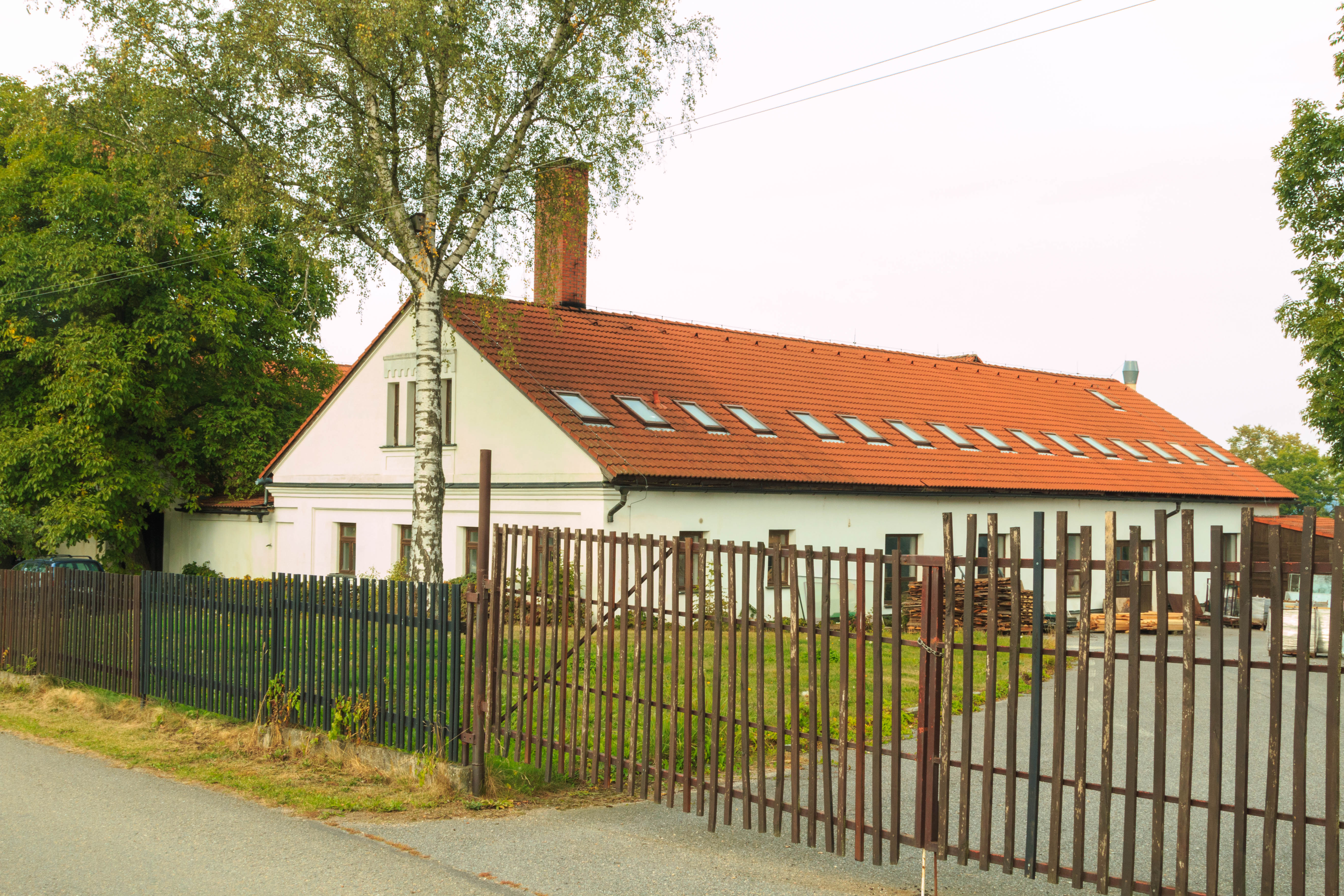
Dům čp. 4